# Poromecyna foveolata
Poromecyna foveolata là một loài bọ cánh cứng trong họ Cerambycidae.